# 「獨立調查、捍衛法治、守護真相、重申五大訴求」遊行
2019年7月21日香港反對逃犯條例修訂草案遊行是民間人權陣線第六次發起的反對修訂《逃犯條例》的大型遊行。按照警方的安排，遊行起點設在維多利亞公園，終點位於盧押道。部分遊行人士超越警方指定路線，直接前往金鐘佔領夏慤道，其後抵達位於西環的香港中聯辦。示威者在中聯辦外宣讀721宣言，並在外牆寫上訴求及侮辱歧視性言論，又向中國國徽投擲墨水，警察發射了55枚催淚彈、5發橡膠子彈，及24枚海綿彈驅散示威者，多人受傷。開槍的同一時間，元朗有大部分為三合會成員的過千名白衣人在元朗站對香港市民發動無差別的襲擊，多人受傷。

## 背景

### 反送中遊行延續
民間人權陣線此前於2019年3月31日、4月28日、6月9日、6月16日、7月1日發起五場大型反送中遊行，其中6月16日創下了破紀錄的“200萬+1”遊行人數。自7月1日示威人士攻入立法會後，遊行發展至「一周兩行」，連續兩周周末均有地區大遊行，「光復屯門公園」、「九龍區大遊行」、「光復上水」及「沙田區反送中大遊行」完結後皆有大型警民衝突。建制派議員陳凱欣、何君堯、蔣麗芸等人在是次遊行前夕促請警方停批“不反對通知書”，認為密集式的示威可能會繼續引發衝突，危害社會安全。

### 建制派「守護香港集會」
7月20日即遊行前一天，建制派組織「守護香港大聯盟」在金鐘添馬公園舉行「守護香港集會」，多位議員、官員、商會代表及明星出席。集會人士宣示反暴力及支持警察標語。大會發言嘉賓《香港經濟日報》創辦人兼副社長石鏡泉，於台上呼籲支持者以藤條和塑膠水喉通教訓示威青年。有港資內地公司動員員工跨境參加集會，派出巴士負責接載，部分人士操普通話或中國地方方言。集會人士離開時，撕毀金鐘連儂牆上的標語及紙張。警方稱高峰時期峰值人数达到10.3萬人，结束后统计全程共有31.6萬人參與集會。

### 警搗破爆炸品倉庫
7月20日，有組織罪案及三合會調查科根據線報持法庭搜查令搜查荃灣德士古道一工廠大廈。警方在行動中至少發現1公斤TATP、10枚電油燃燒彈、一批武器及鏹水。此外，現場還有一堆反修例標語及
香港民族陣綫的衣服，27歲男子盧溢燊因涉嫌無牌管有爆炸品被警方當場拘捕。其後警方在荃灣和上水拘捕涉嫌「無牌藏有爆炸品」的25歲侯姓及鄧姓男子。香港民族陣線同日在Telegram及Facebook發文，承認被捕男子是組織成員，已有律師協助保釋。發言人梁頌恆稱，倉庫一直只存放音響及其他宣傳物資，不知為何有爆炸品在單位內，也無任何製作爆炸品的計畫。其後警方疏散大廈居民，爆炸品處理課到場處理，部分爆炸品被運往天台銷毀，另一批則陸續運離現場。

### 民陣就遊行路線上訴
民陣原定於7月21日舉行集會，但與警方在中區警署會面時，基於公共安全考慮被建議將集會改期到8月中旬。民陣便反建議於周六或周日的下午舉辦遊行，遊行路線由銅鑼灣至金鐘或中環一帶。民陣計劃從銅鑼灣遊行到中環終審法院外，3時維園集合，3時半起步，但警方認為近期有人在金鐘一帶作暴力或衝擊行動，遊行途徑當地會影響公共安全秩序，要求將終點改成灣仔修頓球場外。民陣不滿意警方安排而提出上訴，案件由公眾集會及遊行上訴委員會進行聆訊，最終上訴失敗，一致裁定遊行終點需維持盧押道、莊士敦道交界不變，即要在灣仔修頓球場對開完結，但不反對通知書完結時間由晚上9時延長到晚上11時59分。民陣召集人岑子杰表示會在修頓球場對開結束遊行，呼籲遊行人士「立即散去」，但離開路線就要「向安排能力『傑出』、『智力過人』的警方查詢」。

### 警方就遊行的部署
警方非常重視遊行的保安，在行政長官辦公室、警察總部、政府總部等重點地段架設400個兩米高水馬，出動三千警力戒備。路政署的外判工人漏夜以膠水加固龍和道一段行人路的磚頭，以防7月1日示威者佔據龍和道時，掘起磚頭衝擊警方防線的情況再次發生。

## 遊行經過

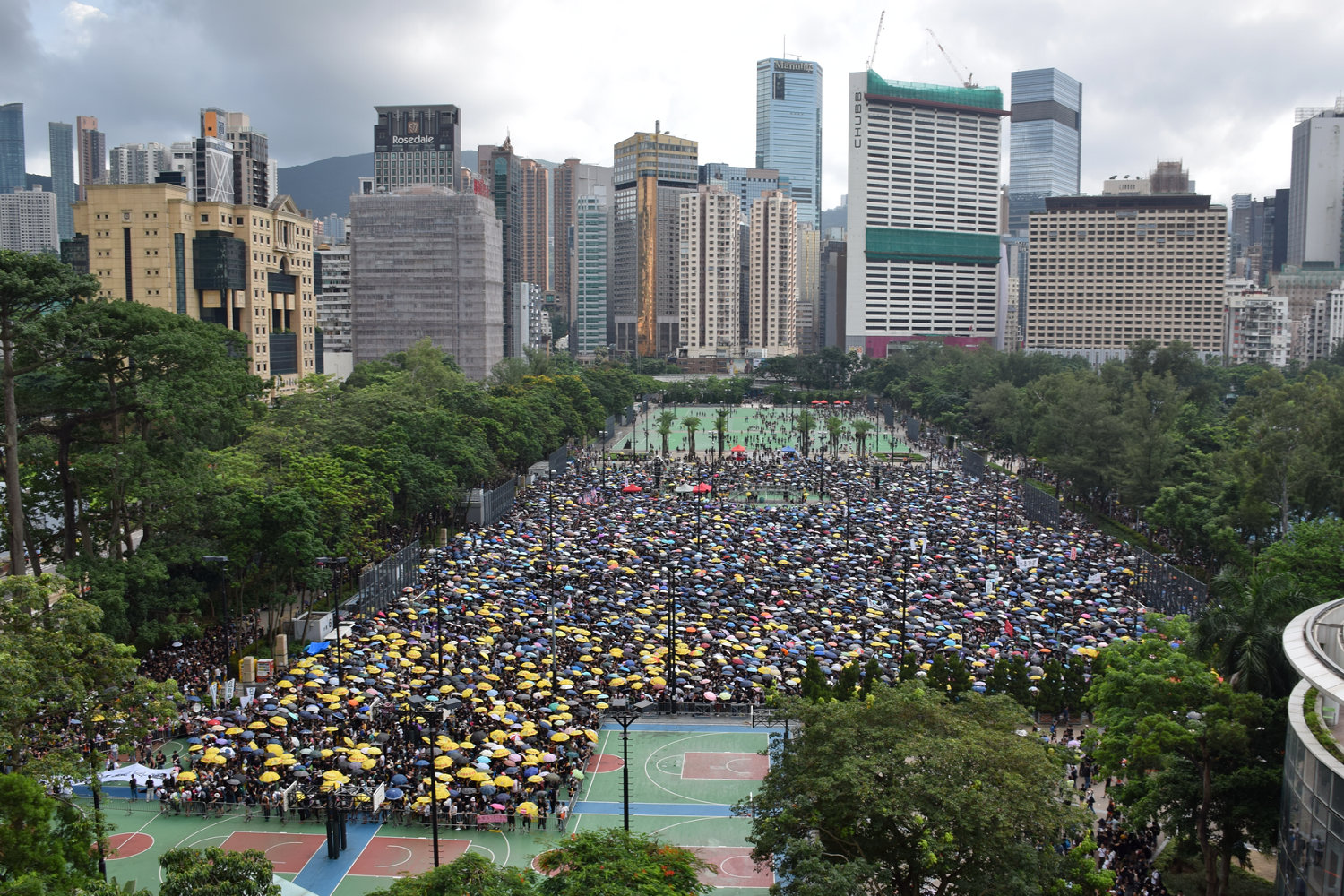
在維園內等待出發的遊行人士

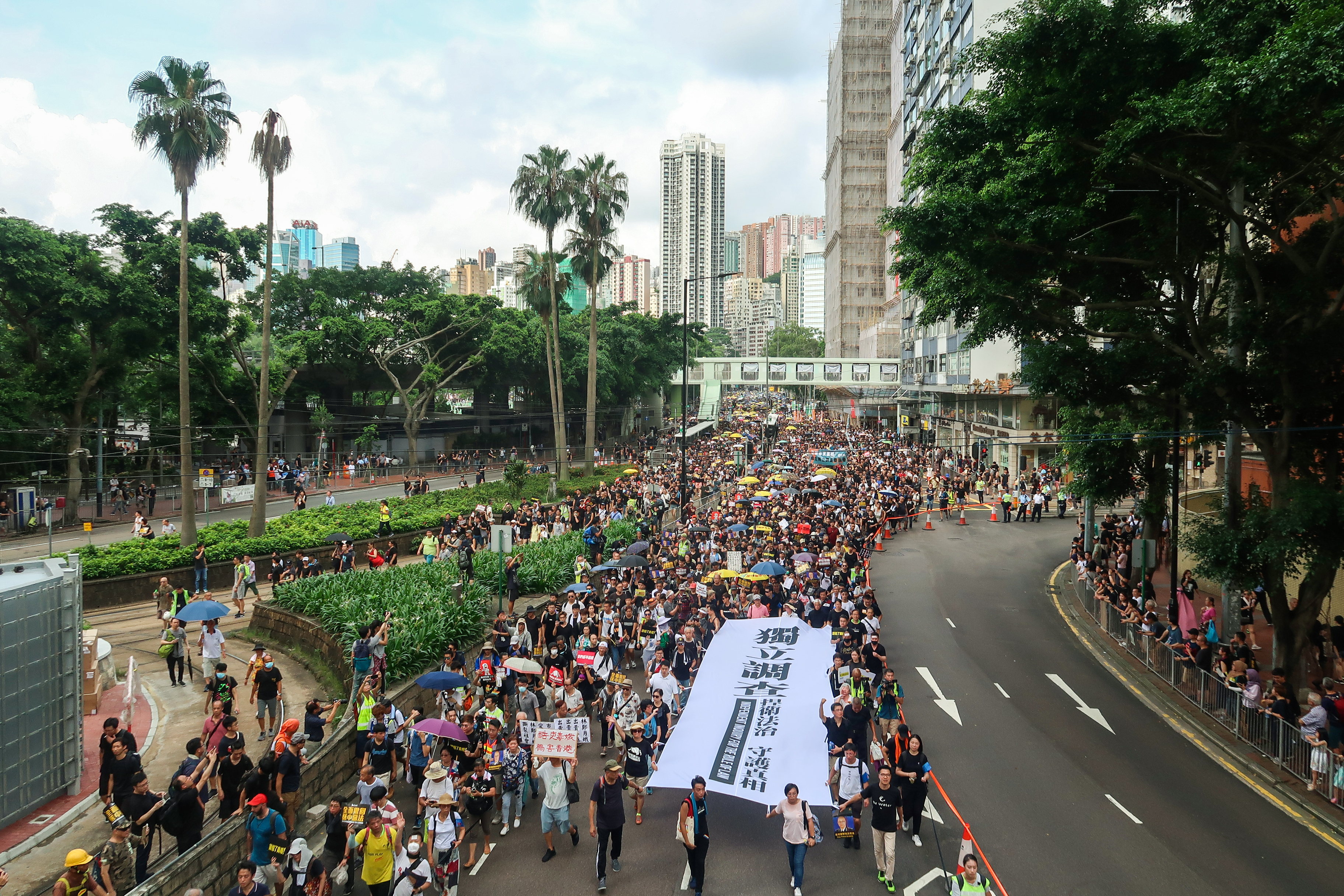
遊行人士途經高士威道

身著黑衫的市民從天后站和銅鑼灣站出閘，陸續抵達維園，塞滿四個足球場。岑子杰宣讀大會宣言後，下午3時39分，由手持「獨立調查、捍衛法治、守護真相」巨型橫額的泛民議員及何韻詩等人的隊頭起步。起步后，遊行市民突破警方設置的遊行行車線，佔據全部行車線，包括駱克道，而軒尼詩道六線全開。隊頭最終于4時20分抵達終點，但銅鑼灣仍十分擁擠。現場幾乎不見有警察，食店和找換店等沿途店舖照常營業，部分店鋪為市民免費加水。香港01記者留意到，灣仔軒尼詩道近波斯富街的軒尼斯大廈樓上一單位有一對男女向街上擲下載有液體的白色膠袋。遊行人士退避到至電車路位置，避開擲物位置，附近的街站立即呼籲市民可開傘。
民陣在終點呼籲群眾立刻解散，若不知道離開路線，便詢問警察，並指金鐘方向無人阻礙人行走，要求示威者注意安全，民陣之後按原定計劃把領頭橫額送至中環終審法院。警察隨即用喇叭呼籲遊行人士左轉莊士敦道到港鐵站或乘坐巴士離開，但聲音非常低，不時有遊行人士高呼開路，呼叫聲明顯蓋過警方呼籲。及有示威者前往莊士敦道已暫停營業的吉野家店外貼上留言便條，當中寫有「全面撒回送中惡法」等字句。部分人抵達終點后繼續向金鐘進發，另一批人沿分域街及駱克道走向警察總部。下午5時左右，海富中心對出的夏愨道及政府總部的天橋一帶聚集大批人士，現場有人分發口罩等物資，他們很快便佔據了夏愨道的全部行車線。下午約5時35分有示威者向中環方向前進，並高呼「一齊去中環」（一起去中環）。
- 遊行人士在利園山道中途插隊
- 下午5時，遊行人途經軒尼詩道鵝頸橋
- 遊行人士途經軒尼詩道灣仔段
- 畫家Perry Dino在灣仔柯布連道行人天橋上繪畫。
- 部分遊行人士到警察總部外聚集，將門外的水馬變成連儂牆
- 遊行人士途經金鐘道警察總部附近
- 部分遊行人士佔據了夏愨道的全部行車線
- 政府總部外架設了水馬，並且有防暴警察看守
- 部分遊行人士途經金鐘道中銀大廈附近
- 部分遊行人士途經德輔道中中環街市附近

## 衝突

### 圍堵中聯辦

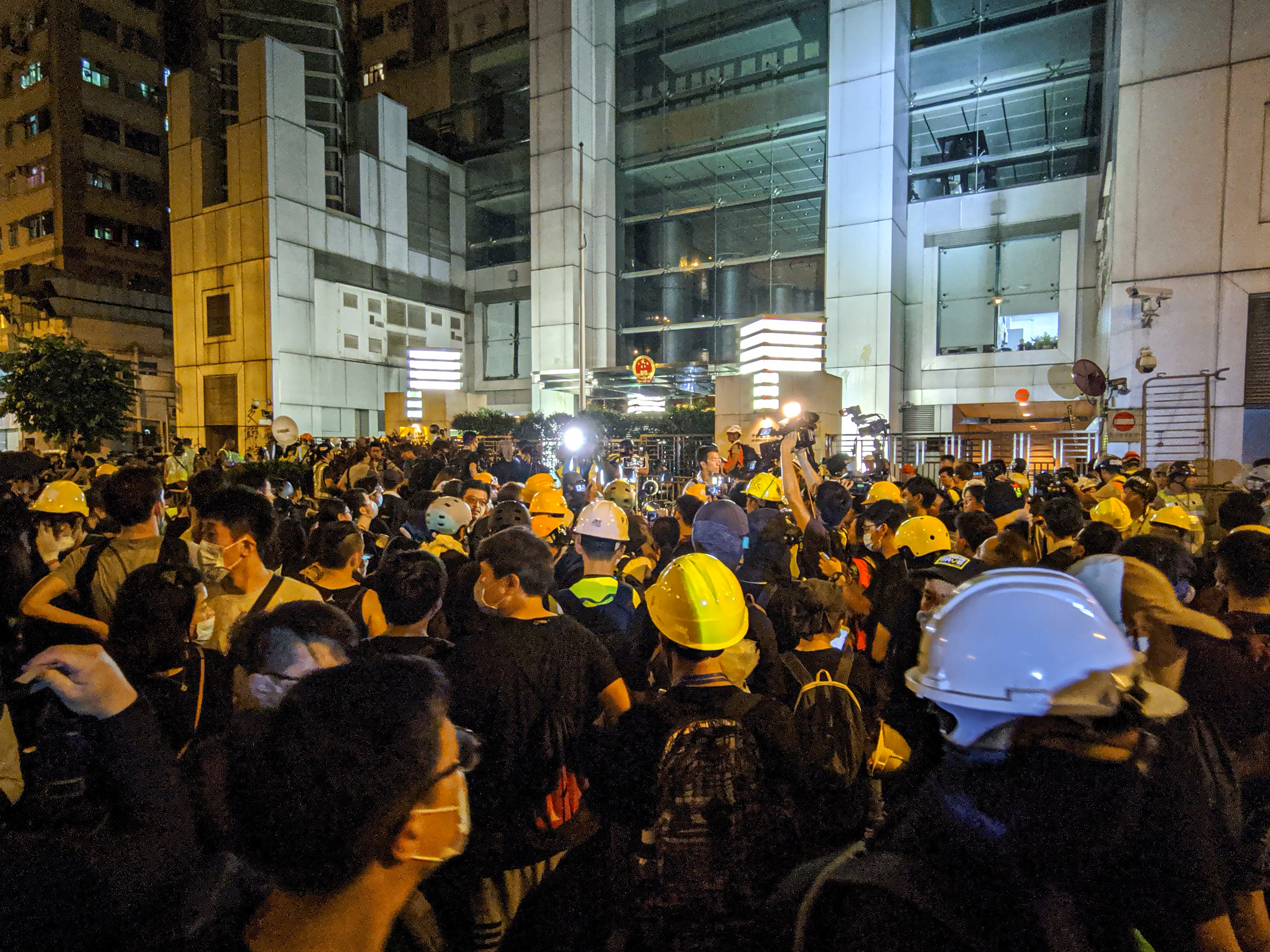
遊行人士抵達香港中聯辦門外，並不斷高呼「光復香港、時代革命」

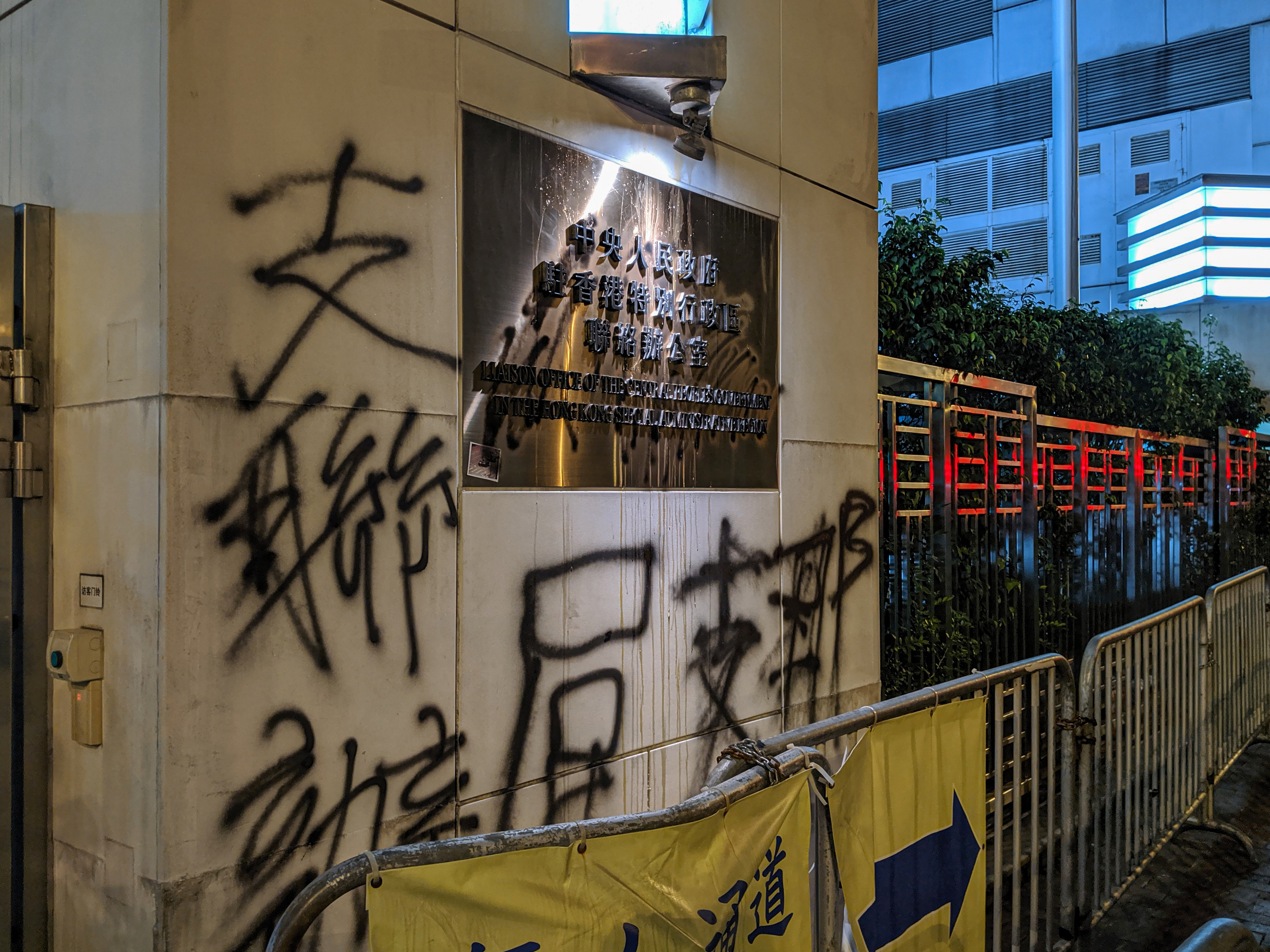
香港中聯辦的外牆和門牌遭到塗污和擲雞蛋

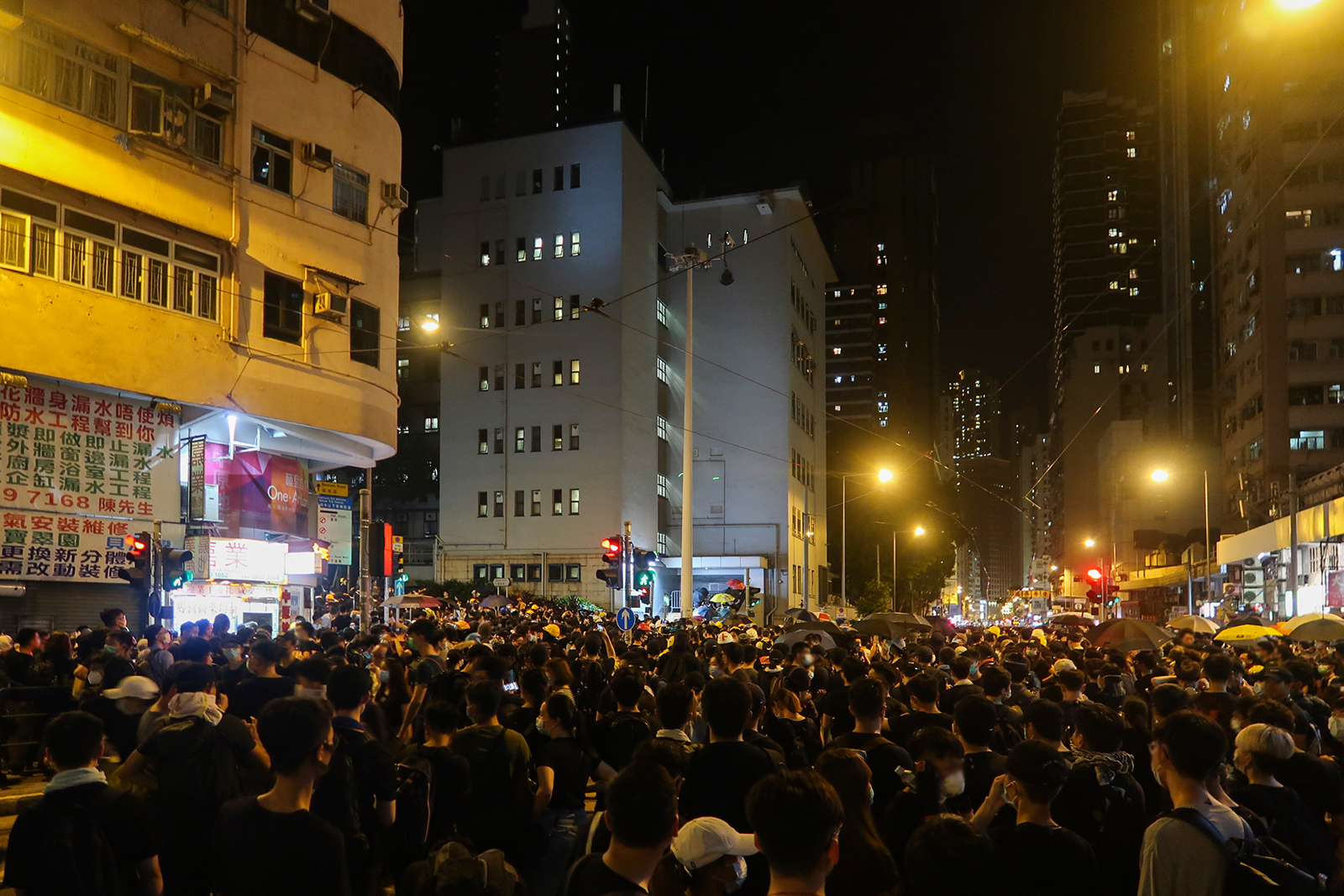
晚上8時，示威者開傘圍封西區警署和用激光照射警署內

6時55分，有遊行人士抵達香港中聯辦門外，並不斷高呼「光復香港、時代革命」，期間有一輛車駛進中聯辦，示威者沒有阻撓。之後有一名示威者以雨傘敲打鐵閘，要求王志民出來見面。此時中聯辦內有一部分職員離開。有遊行人士到干諾道西一帶後，即取來鐵馬，又於中聯辦外紥成三角陣。也有示威者朝中聯辦內投擲雞蛋，其中中聯辦招牌及中國國徽被擲中，中聯辦玻璃幕牆上的痕跡延伸三層樓。另有示威者用噴漆塗黑天眼，亦朝中聯辦招牌噴黑打叉，又噴上「屌支那」、「支聯辦」、「fk支那」，並向國徽投擲黑色漆彈致國徽表面污損。而大樓內的鐵閘已落，保安戴上頭盔戒備，未有警察駐守。中聯辦內有職員架設攝錄機去拍攝示威者，也有職員對示威者舉中指。
傍晚7時，示威者在門外宣讀宣言，除了重申民間五大訴求外，又表示不排除會成立臨時立法會，捍衛香港民主。
7時14分，西區分區警署宣佈報案室服務暫停，直至另行通知，警方表示如有緊急事故，可致電999。7時18分，西區警署對出的西邊街，已出現以圍欄架設的示威陣線，而西區警署門口已拉閘，但兩個車輛出入口有少量持圓盾警員。有示威者打開雨傘，亦有示威者扔蛋入警署內，阻檔西區警署車出入口大閘門隙，及用鐵馬圍封，示威者之後陸續搬來鐵馬，意圖阻擋西區警署另一車出入口去路。7時55分，示威者開始將西區警署用鐵馬圍封，意味警署3個出入口已被全封。有警署樓上的警察探頭張望，示威者高呼「黑警，隻揪丫」（黑警，來單挑吧），亦有示威者在警署外牆漆上「光復香港、時代革命」字句。而且在周邊道路以鐵欄、垃圾桶、雜物等築成防線。

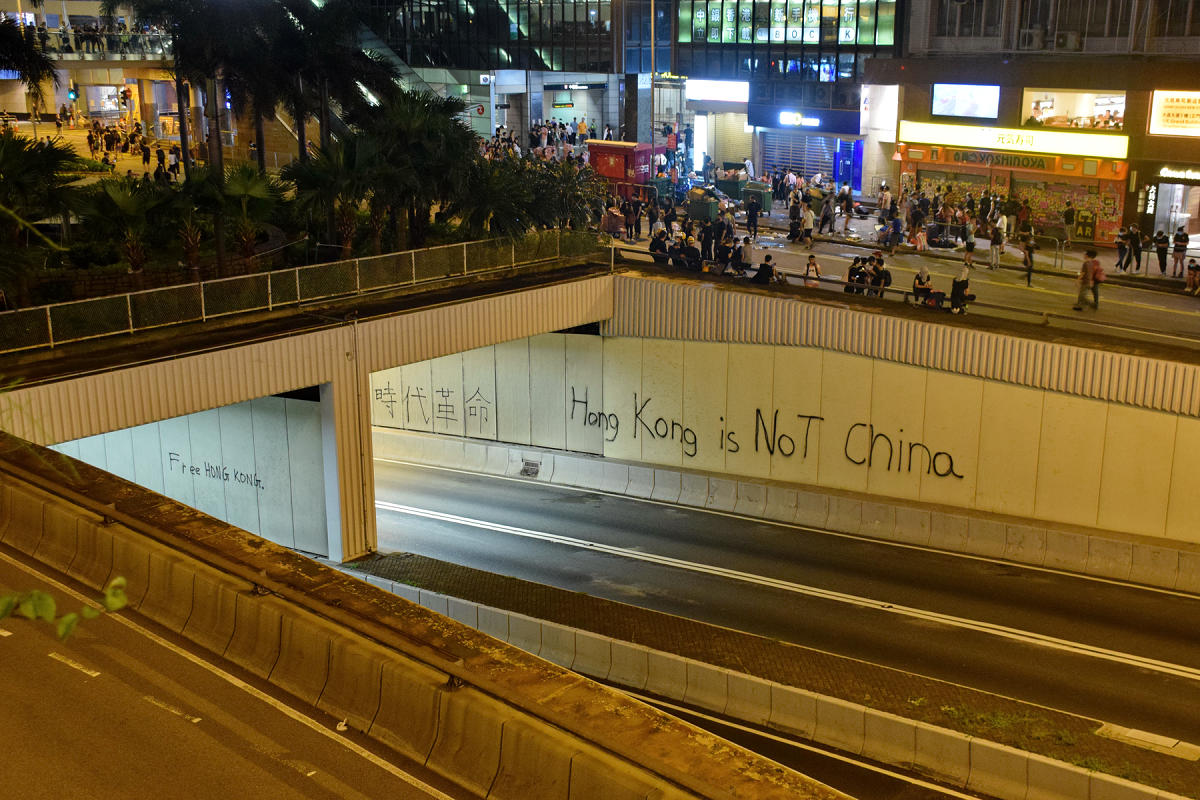
干諾道中畢打街行車隧道牆身被噴上「時代革命」、「Hong Kong is NoT China」、「Free HONG KONG」等字樣。

晚上約8時多，警方宣佈因應有示威者「破壞附近的汽車及塗污建築物的外牆」，故即將開展清場行動，並表示將會從西環向東面推進，呼籲市民及駕駛者避免接近清場範圍。之後收到清場消息的在場示威者便呼籲其他示威者返回中環，示威者便陸續往中環方向散去。大批帶備長盾的防暴警察、速龍小隊等趕到中聯辦時現場示威者已經散去，因此向中環方向推進。到約8時41分左右，防暴警察已推進至西區警署；林士街天橋有示威者以鐵馬築起防線，但其他示威者則表示「前線唔要」（前線不需要），並把鐵馬移至一旁。
晚上接近9時，有示威者到中區警署外的中景道掘磚，再以磚頭扔向中區警署2樓的玻璃。在9時許，地下有數塊磚頭已被掘起，而中區警署有多幅玻璃被擊碎。另外，中區警署的字樣被塗鴉為「中區狗竇」（中區狗窩），警徽被塗上一個「X」字，而警署外牆被噴上多個字句，包括「釋放義士」、「黑警可恥」、「共產走狗」、「隻揪呀」（來單挑呀）、「以武制暴」等。

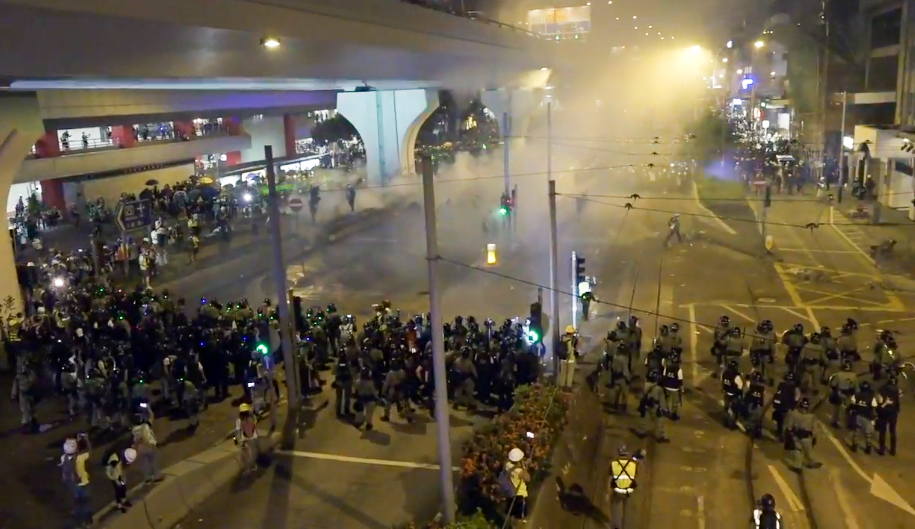
晚上10時20分，警方在信德中心外施放多枚催淚彈

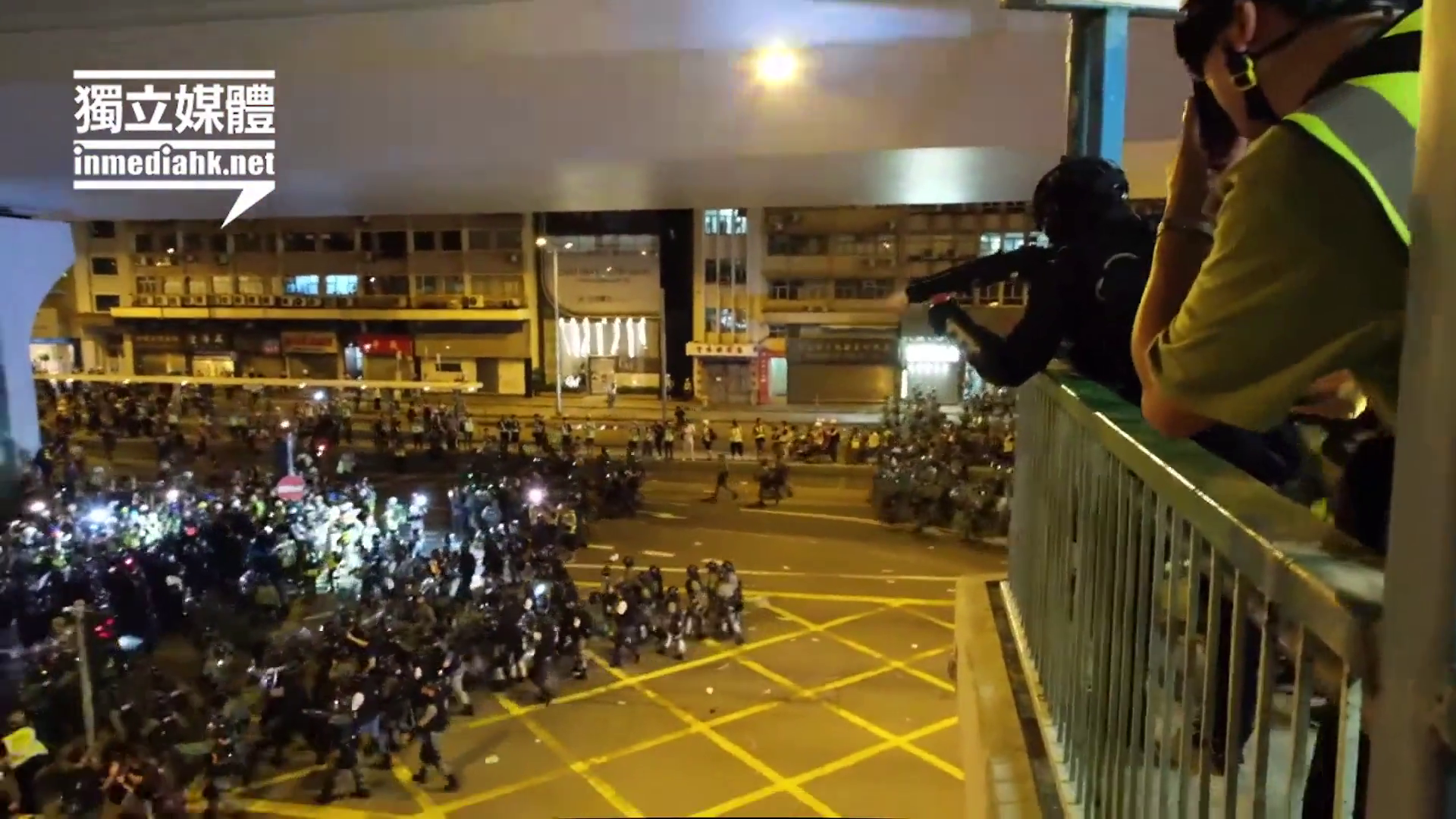
速龍小隊在無任何警告下，在中區警署外的行人天橋上向橋下的示威者開槍，有人權組織批評警方的做法不能接受（香港獨立媒體截圖）

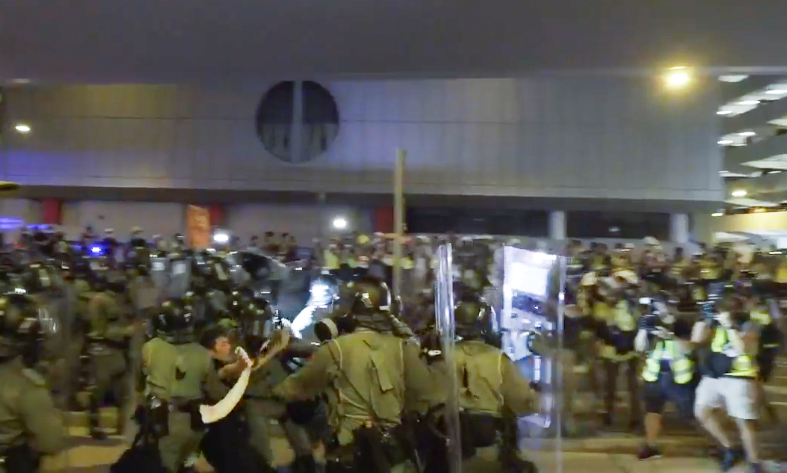
一名男示威者突然被多名防暴警察拘捕

警方續在深夜公布，指在清場消息傳出後，中區警署受襲，有人向警署擲磚頭。當警方防線向東面推進至上環信德中心一帶時，有示威者向警方擲磚頭、煙霧彈及雜物，並多次試圖衝擊警方防線。警方表示先後警告無效，故於晚上10時20分施放多枚催淚彈，引致現場多名記者吸入催淚煙不適。晚上11時舉起橙色「速離，否則開槍」旗幟，並發射多枚懷疑橡膠子彈驅散示威者。now新聞台、《立場新聞》、《香港01》等媒體更發現有速龍小隊在無任何警告下，在中區警署外的行人天橋上向橋下的示威者開槍，有人權組織批評警方的做法不能接受。
而中港道林士街停車場外有雜物起火，有示威者嘗試救火但被其他示威者阻止。中共媒體紫荊網聲稱警方在現場檢獲以雨傘和手杖改裝而成的長矛，遭拆毀的路牌、天拿水、玻璃樽、大量的波子、丫叉，以及一些不知名的粉末。共有四名警務人員受傷，部分警署的服務亦因為示威者的激烈行動而受到影響而暫停。
到晚上11時35分，立法會議員鄺俊宇呼籲示威者散去時小心，指元朗區多名途人被白衣人士追打受傷並不安全，希望示威者能夠平安回家。而現場的社工則在警方防線前以大聲公與警方代表對話，要求他們放下槍，不要再發射催淚彈。
到凌晨時分，餘下的示威者防線退至干諾道中近機利文街以至恒生銀行總行大廈一帶，之後散去。
一名示威者於信德中心行人天橋被拘捕。亦有外媒記者疑無帶記者證，被警方帶離林士街停車場。
當晚一輛客貨車在干諾道中往上環方向近信德中心段被示威者架設的路障阻礙，該車試圖衝破路障，但被示威者阻止，司機隨即下車與示威者理論，指責示威者阻塞道路，而示威者則反指對方差點釀成現場者傷亡。及後司機試圖搬走障礙物，雙方因此發生爭執，期間有示威者欲重新擺設路障，司機便上前推撞示威者，此後其他示威者成功上前放設路障，並把交通錐靠近至車前窗上時，司機再度上前推撞示威者，繼而使示威者圍毆司機。最後有義工及救護者調停。司機在衝突期間被打傷，後由救護車送院接受治理，客貨車也被砸毀。

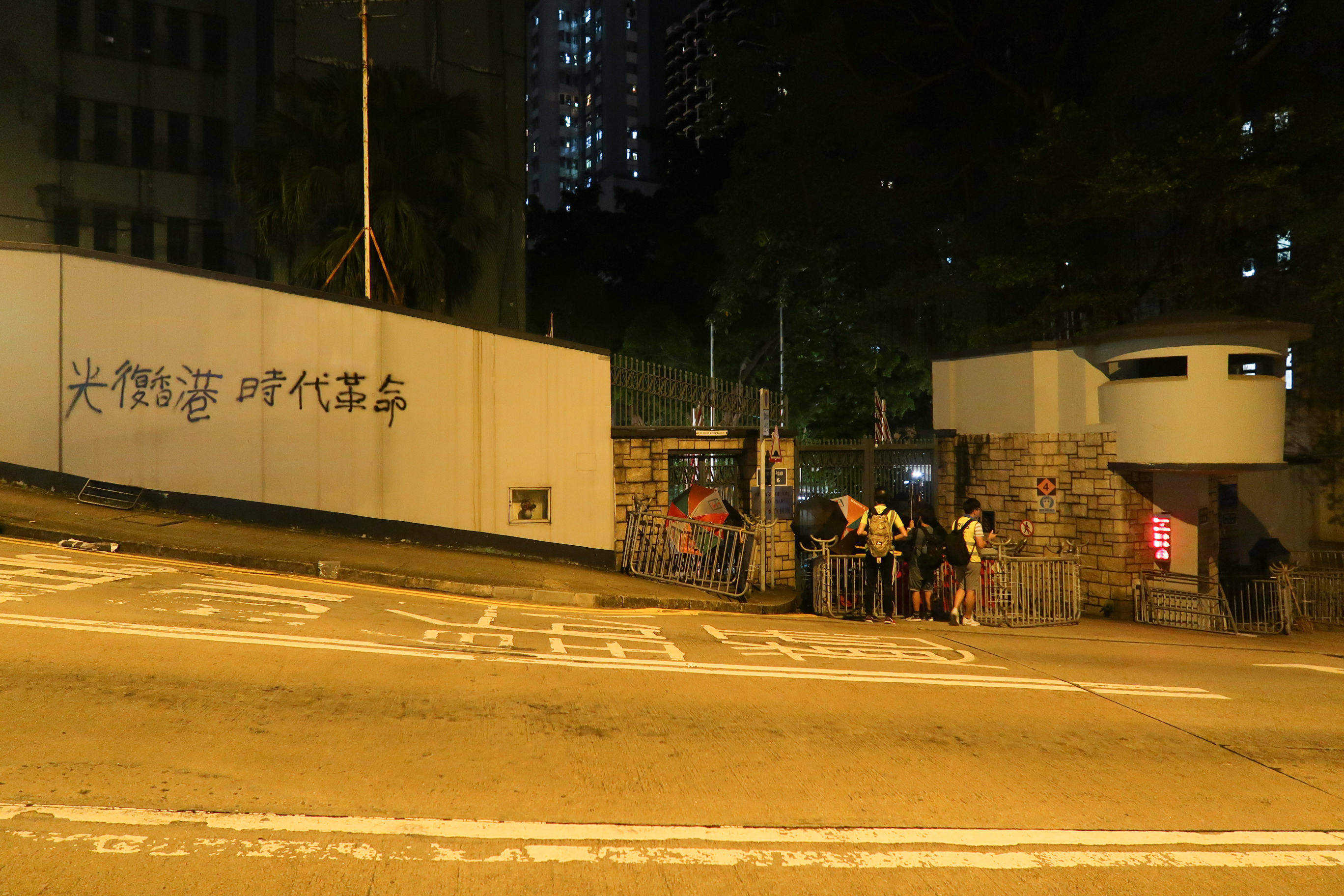
西區警署外的塗鴉
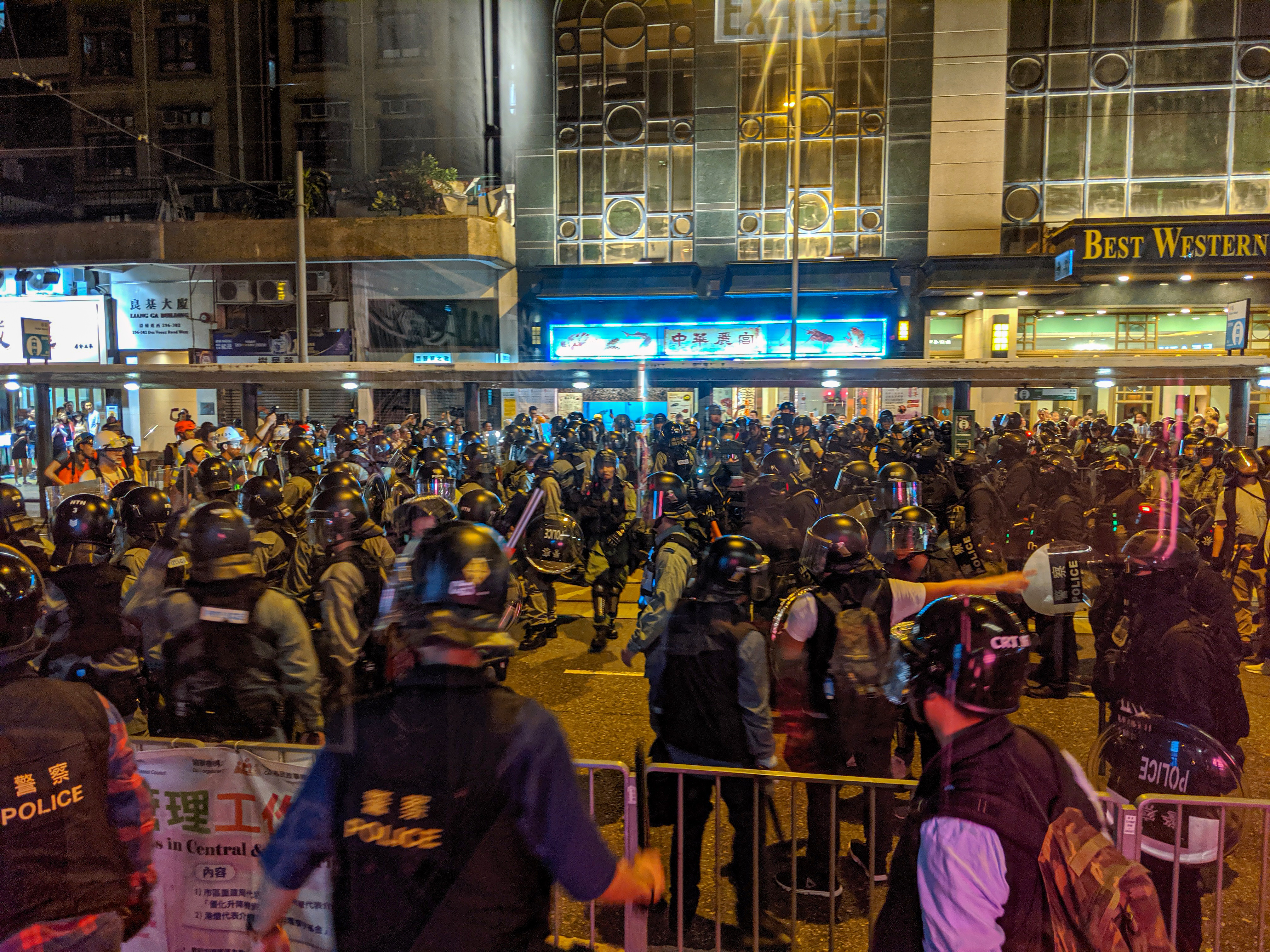
大批防暴警察在西營盤德輔道西華大盛品酒店附近進行清場
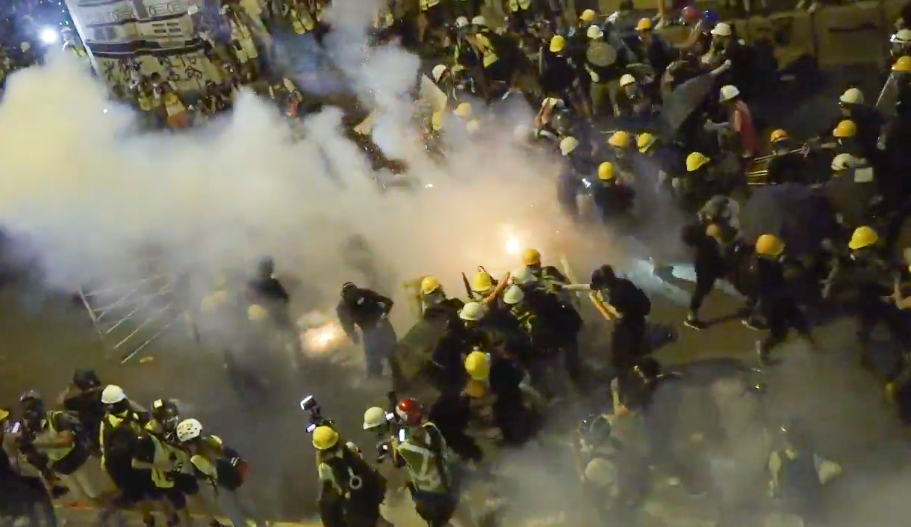
防暴警察在干諾道中施放多枚催淚彈後產生火光
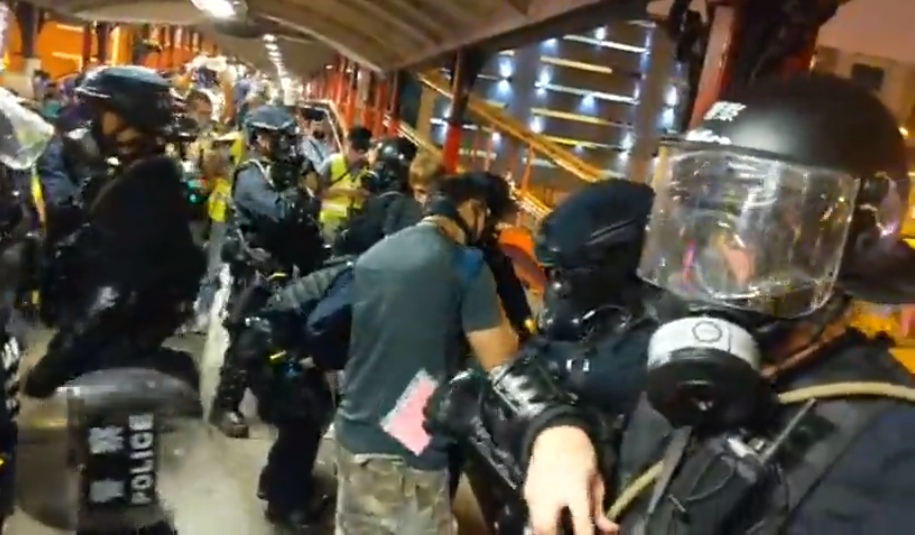
有市民在天橋停留被防暴警察盤問，當記者要求警察出示委任證亦遭拒絕
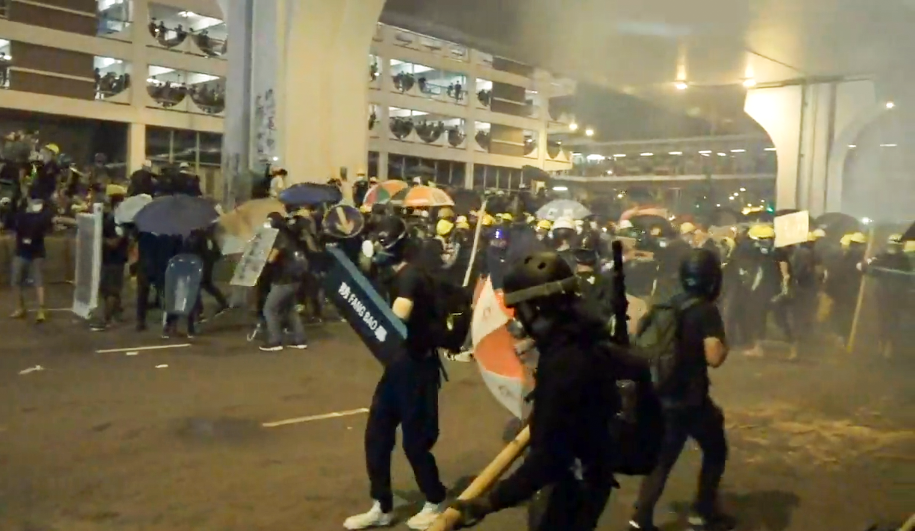
示威者以雨傘作保護
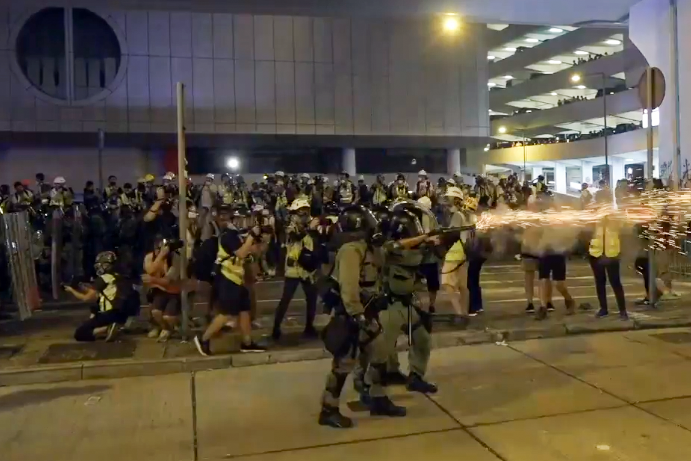
防暴警察向示威者開槍
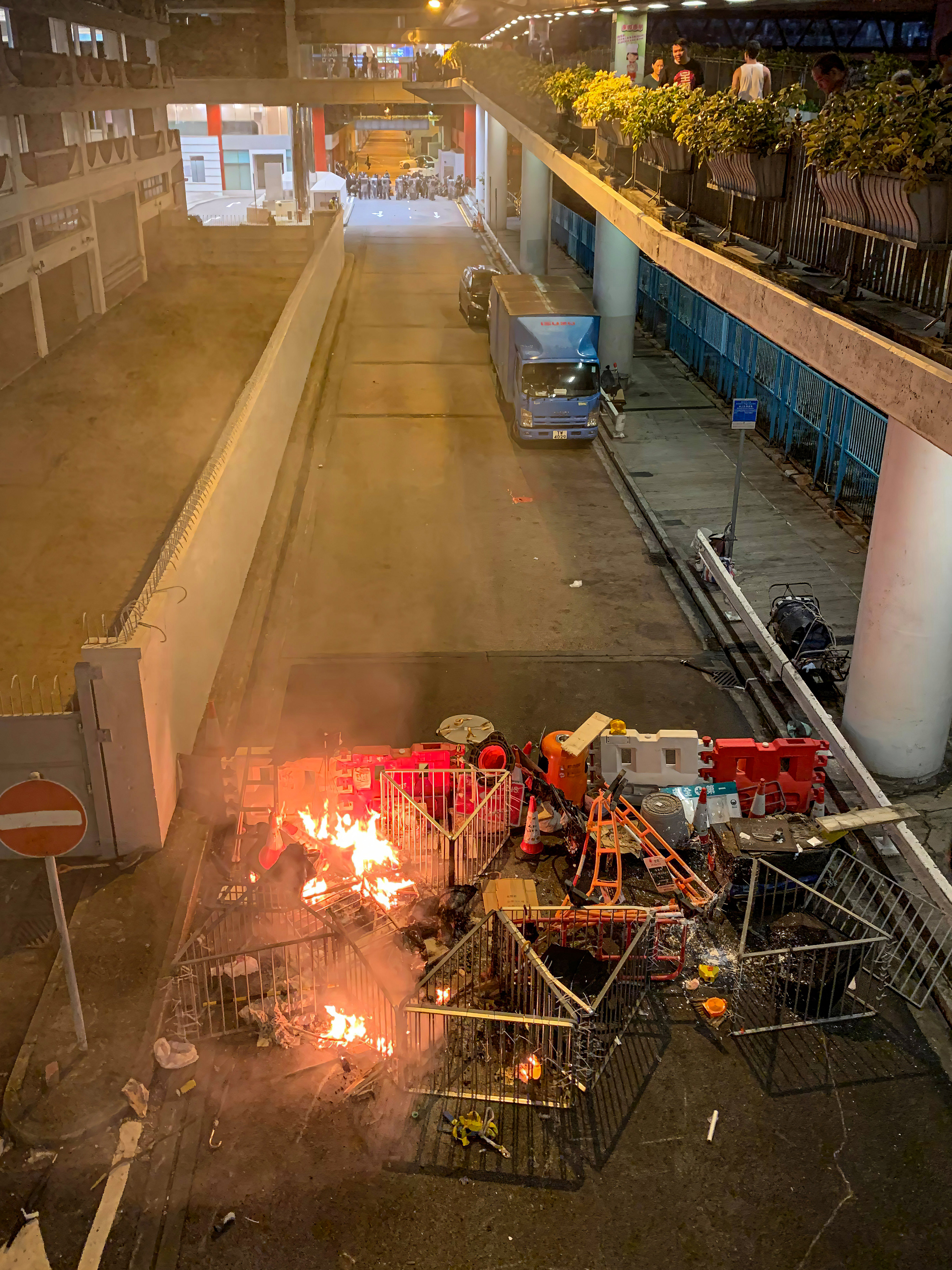
中港道林士街停車場外有雜物起火

### 元朗襲擊事件

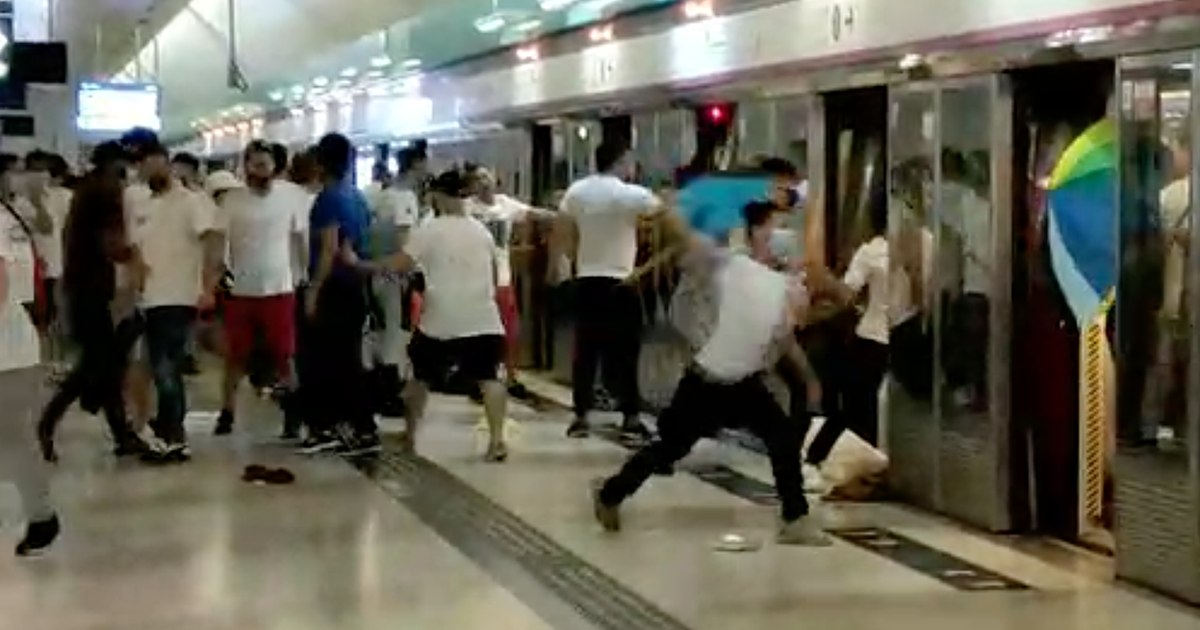
一群手持棍及藤條的白衣人士衝入西鐵元朗站月台襲擊乘客

一群身穿白衣人士在晚上9時聚集在鳳攸北街聚集，其後高舉「保衛元朗、保衛家園」的標語前往青山公路－元朗段示威。他們聲稱會在元朗站附近「伏擊遊行後回來的市民」。於YOHO MALL商場一間餐廳任職廚師的蘇先生，當時他身穿灰色上衣及廚房安全鞋，並無參與示威遊行活動，其於元朗下班時途經現場，而被多名手持藤條及掃帚的白衣人士圍毆。
到晚上10時，數百名手持水喉通、木棍及藤條的白衣人士衝入西鐵元朗站收費大堂、月台以至車廂內任意追打市民，事件中一共有45人受傷，當中包括立法會議員林卓廷、時任元朗區議會副主席王威信、前任無綫電視新聞記者柳俊江及立場新聞女記者何桂藍。有市民多次致電999報案熱線及元朗警署報案室，但一直未能接通；元朗警署及天水圍警署拉上鐵閘。而且未有港鐵職員在場協助或阻止。而西鐵綫列車一度不停元朗站至少20分鐘，到晚上11時20分恢復於該站上落客。港鐵報警後39分鐘才有十多名帶備防暴頭盔警察到場，但同一時間白衣人士已離開車站。警察離開後，白衣人士折返並撬開地鐵站入口閘門再次進行襲擊。翌日有十一名男子被捕，當中部分有黑社會背景。網上流傳的一段短片顯示，立法會議員何君堯於示威當晚與白衣人握手，舉拇指及鼓掌稱讚是「英雄」，並合影留念，何君堯事後被指策劃襲擊事件，引起民憤。

## 受傷情況
警方在清場期間，多人吸入催淚氣體不適，亦有記者懷疑被橡膠子彈打中受傷。截至7月22日下午5時，醫管局表示衝突中有14人受傷，目前仍有一名男子留在瑪麗醫院，情況嚴重。
有在場人士的義務急救員發現一名年約25歲男示威者頭部疑似被橡膠子彈中槍，之後倒地。急救員事後致電報案中心9次亦沒有人接聽，最後需致電救護車求救。急救員批評警方未有給予警告便開槍。

## 影響
澳門海事及水務局於當日深夜發文，表示由於香港上環港澳客輪碼頭不適宜使用，故於子夜起指令船公司暫停澳門外港客運碼頭及氹仔客運碼頭往來香港之客輪服務。
因應遊行活動，九巴於當天早上10時半起，分階段於港島區實施改道及改站措施，涉及33條巴士路線。受此影響，封路期間將暫停提供部分車站的智能手機及網上到站時間預報服務，警方亦對港島實行安全管理措施及特別交通安排。
警方于晚上开始沿干诺道西清场，驱散示威者至上环信德中心对开后，中联办职员即时进行清洁工作，用水喉清洗外墙及地面，于晚上11时许更换被弄污的国徽及遭到损毁的大门标牌。

## 回應
政府及民間的回應分別聚焦於中聯辦國徽塗污及元朗無差別暴力襲擊。官方回應以前者為重。

### 建制派及中央政府
香港中聯辦於晚間發表聲明，嚴厲譴責圍堵中聯辦大樓并污損國徽的示威者。聲明指中央駐港機構嚴格按照憲法、基本法和中央授權在港履行職責，不容挑戰，呼籲香港社會全體市民認清極少數激進分子的暴力危害和本質，堅決維護「一國兩制」，維護法治。國務院港澳辦發言人於21日晚發表談話，對有關惡劣行徑表示強烈譴責。港府於22日凌晨聲明，譴責在上環及元朗發生的暴力行徑，表示會嚴正追究責任。中聯辦主任王志民於22日中午回應事件，譴責圍堵中聯辦的示威者，表示向國徽投擲雞蛋、墨水，塗寫污辱國家的字句是「污辱民族尊嚴之舉，行徑十分惡劣，性質嚴重」。外交部发言人耿爽在22日舉行的例行記者會上指出，支持香港特區政府採取一切必要措施，確保中央駐港機構安全，維護香港法治，懲治犯罪分子。
《人民日报》刊发《中央权威不容挑战》，称“再也不能为暴力行为找任何理由了！”，并总结“我们坚定支持特区政府依法采取一切必要措施，确保中央驻港机构安全，维护香港法治，惩治犯罪分子。也呼吁广大香港同胞共同努力，反对暴力，守护法治，珍惜安宁。我们坚信，在中央政府和广大香港市民的支持下，香港特区政府一定能恢复正常社会秩序；我们坚信，历经考验的香港“一国两制”事业，必将展现出更加旺盛的生命力。”新華社發布新華時評《民族感情不容傷害 中央權威不容挑戰》。
前任行政長官、現任全國政協副主席梁振英在Facebook個人專頁連發三帖批評示威者，稱「嚴厲譴責塗汚中聯辦國徽的暴徒」、「這些敗類必將受到法律的嚴懲、歷史的唾棄」、「我們要讓全國人民知道：香港人並不姑息這些數典忘祖，喪心病狂的暴徒」、「請毛孟靜和所有中國籍的泛民議員莊嚴表態：你們是否支持暴徒（或你們口中的義士）塗汚國徽？這是你們將來參加議會選舉的必答題！」7月22日，香港首任行政長官、現任全國政協副主席董建華發表聲明譴責激進示威者的行為，而當晚的中國中央電視台《新闻联播》也播放了中聯辦遭衝擊、國徽被污損的畫面。
港區全國人大代表、工聯會會長吳秋北形容示威者為暴徒，並指他們的行為是對中央權威「作出嚴重的挑釁」，並認為示威者以訴求為名，行破壞行為為實。

### 中国大陆网民
國徽被塗黑以及中聯辦外牆被塗寫「屌支那」、「支聯辦」和「fk支那」等侮辱歧視性字眼的圖片與影片等訊息經網絡社交媒體傳到內地後引起民間的惡劣觀感。
百度貼吧李毅吧發起「反對暴力亂港、守護一國兩制」出征行動，號召網民於23日翻牆到Facebook洗版，但未透露行動對象，而各大粉絲群教授註冊臉書帳戶的方法。第一輪行動提前到22日，當晚八時香港民族陣綫及民間人權陣線的Facebook頁面充滿簡體字留言，內容包括香港《基本法》第18條、「支持香港警察」、「感謝香港人」、「一個中國是共同願望、一國兩制是明確目標」，以及中國特色的「表情包」貼圖。之後，帝吧宣佈明晚將登陸反送中示威者聚集的連登討論區。但由於中國網絡實名制下隱私容易被洩露，香港網民曝光了帝吧吧主和吧友的個人資料，並以此替其以「伊斯蘭信仰」身份參軍至「艱苦地區部隊」，促使帝吧暫停所有行動，并表示所有支持香港警察和何君堯的言論與此吧無關。
人民日報主持新浪微博話題「#守護香港#」，譴責衝擊中聯辦的示威者，表示不能對暴力妥協、辯護、美化和縱容。話題閲讀量逾7000萬，一度位列話題榜第三位。而另一邊廂達到3500萬閲讀量的「#元朗#」中，大批網絡留言支持白衣人士，認為反送中青年「欠教訓」，號召網民到元朗購物，買元朗蛋卷。。

### 泛民主派
公民黨立法會議員郭家麒表示，示威者前往中聯辦外示威不出為奇，並反映了年輕人對一國兩制的擔憂，及市民認為中聯辦在逃犯條例修訂中存有不少干預。民主黨立法會議員黃碧雲同樣估計示威者在中聯辦外示威的根本原因在於一國兩制及基本法的近年實質運行情況不如理想，故對中央干預香港表達不滿。

### 美國
7月22日，美国总统特朗普發言指习近平在处理相關问题上「很负责任」，並指自己在一連串示威中介入得並不深。最後他希望习近平能做出「正确的事」。美国国务院发言人敦促各方克制地和平表達訴求，以及敦促港府尊重言论和集会自由，她表示：「香港正在进行的示威活动反映了香港人民的情绪，以及他们对香港自治遭到侵蚀的广泛关注」。中國外交部驻港公署发言人對此進行了回應，表示强烈不满和坚决反对其表態，指港人享有「前所未有的广泛权利与自由」，指責其言論為「基于偏见的无端指责，是别有用心的政治抹黑」，並要求美方不要再用借口「干预香港事务和中国内政」。
前美國駐港澳總領事唐偉康同日就相關示威行動寫道，北京对香港自治的不断侵犯會威胁「香港的特殊地位和未来竞争力」，並強調没有任何外部势力希望香港发生「颜色革命」，他表示：「外国投资者只希望维持现状——一个稳定、以规则为基础、透明和开放的香港；一个属于中国的一部分，但却是一个做生意特别容易的地方。」

### 英國
英国外交部国务大臣安德魯·穆里森於22日代表英国政府回答下议院议员就此一事件的质询，表示21日有幾十萬人参加了「基本和平的游行。但是一些抗议者偏离了已批准的路线，发生了与警方的冲突，包括在中国中央政府联络办公室外」。他在發言中谴责了暴力行为，但仍表示其「坚决站在合法、和平抗议的民众一边。我们绝不能让少数人的暴力行为给昨天成千上万民众和平、合法的抗议蒙上阴影。游行是行使他们和平抗议和维护其自由的权利」，他及後稱香港的政治自由所受到的压力越来越大。並表示「权利、自由和法治对香港未来成功来说至关重要」。

## 拘捕，提堂
2020年2月10日，警方在機場拘捕1名男子，他被控1項傷人罪，2月12日在觀塘裁判法院提堂。37歲姚姓被告被控於2019年7月22日，在荃灣荃豐中心內，及荃豐中心與荃灣多層停車場之間天橋，聯同十多名不知名男子，非法及惡意傷害男子A。據了解，事主因為拍照問題與他人發生爭執，有人於是聯同其他人向事主施襲，過程被人拍攝及放上互聯網。暫時毋須答辯，控方表示將於今日進行認人程序，裁判官遂下令把被告還押警方看管，案件押後至2月13日在粉嶺裁判法院再提訊。